# Kroktjärnen (Anundsjö socken, Ångermanland, 703739-161174)
Kroktjärnen är en sjö i Örnsköldsviks kommun i Ångermanland och ingår i Moälvens huvudavrinningsområde.